# Oratorio di San Sebastiano (Castiglione della Pescaia)
L'oratorio di San Sebastiano era un edificio religioso situato nel centro storico di Castiglione della Pescaia.

## Storia e descrizione
L'edificio religioso fu fatto costruire poco dopo la metà del Seicento nel luogo in cui sorgeva la preesistente chiesa di San Sebastiano e San Rocco, le cui origini erano tardomedievali. Il nuovo oratorio venne inaugurato nel 1674. La chiesa rimase in funzione anche durante il secolo successivo, venendo poi definitivamente chiusa nel 1786, anno in cui molti altri edifici religiosi della zona furono dismessi e adibiti ad altre funzioni o completamente trasformati.
Della chiesa di San Sebastiano sono state perse completamente le tracce. La sua esistenza passata è tuttavia documentata in alcuni testi di epoca settecentesca, grazie ai quali è possibile ipotizzare che la sua ubicazione fosse nella parte alta del borgo, nei pressi del Castello di Castiglione della Pescaia.